# Ohýbání dřeva
Ohýbání dřeva (odborněji plastifikace dřeva) je proces, při kterém se mechanickým působením docílí trvalé změny tvaru dřevěného tělesa. Trvalé změny tvaru se dosahuje nejčastěji dvěma způsoby:

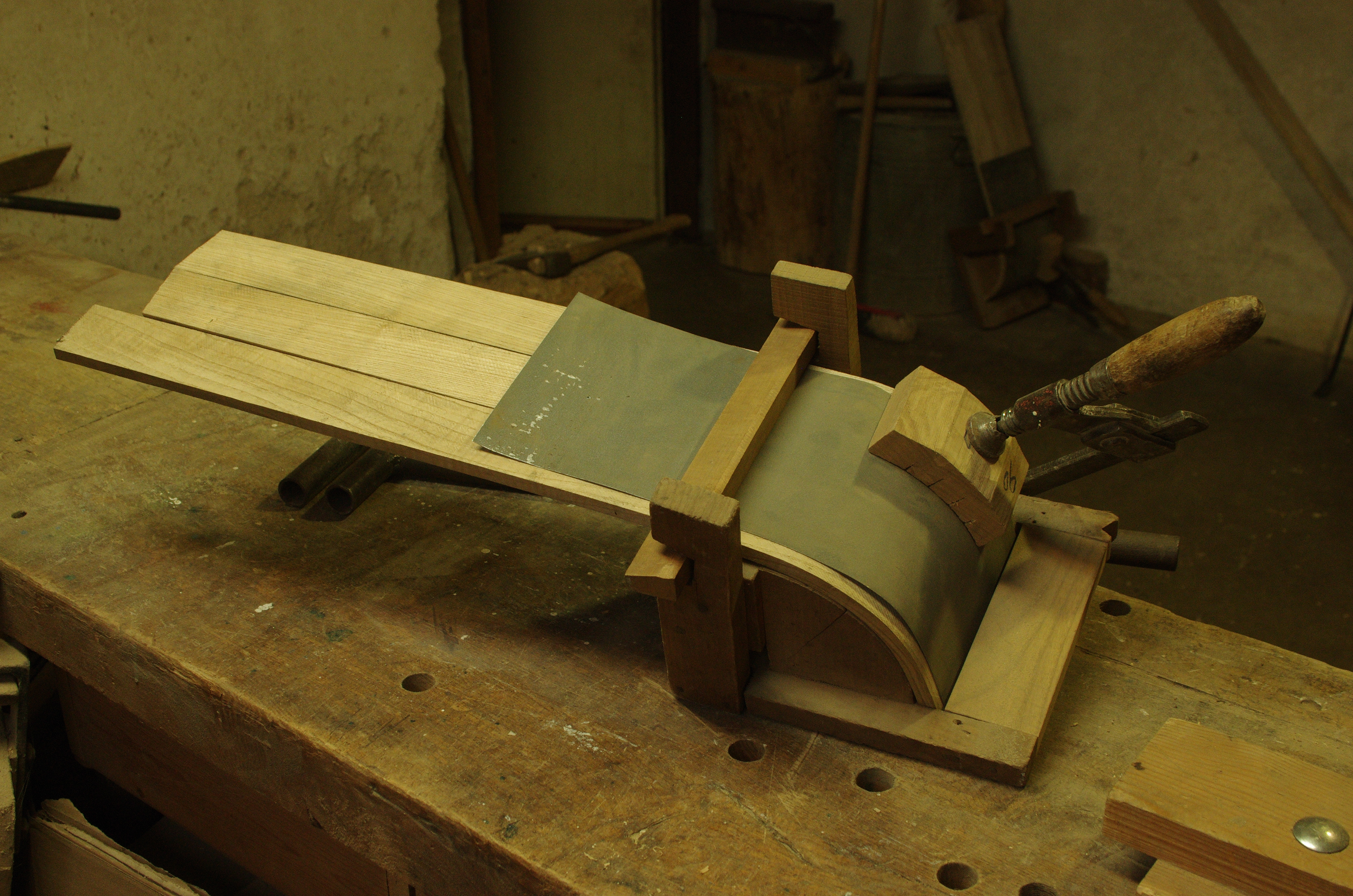
Ohnuté dřevěné lišty zafixované na ohýbacím kopytu

- navrstvením a slepením několika tenkých plátků dřeva a zafixováním v požadovaném tvaru. Po vytvrdnutí lepidla si obrobek zachová daný tvar.

- plastifikací dřeva ve vodní páře a následným mechanickým ohnutím. Článek bude dále pojednávat o tomto způsobu.

## Plastifikace dřeva ve vodní páře
Proces probíhá tak, že dřevěné hranoly určené k plastifikaci se navlhčené vloží do nádoby nebo šachty s vodní párou. Pokud nádoba není hermeticky uzavřená, dřevo se paří, v závislosti na průřezu, desítky minut až několik hodin, přičemž nesmí přijít přímo do vody. Po vyjmutí z nádoby se obrobek ohne podle připravené šablony (nazývané kopyto) a na ní se zafixuje. Při samotném ohýbání musí být tažená strana průřezu zajištěna protitažným plechem, který musí být na obou svých koncích pevně přichycen k ohýbanému dílu, jinak by dřevo praskalo. Ohýbání probíhá většinou lidskou silou a musí proběhnout co nejrychleji, ideálně do pěti minut. Po skončení ohýbání se obrobky zafixované na šabloně uměle suší. Obrobek lze ze šablony sundat nejdříve po třech dnech, u velkých průřezů a/nebo malých poloměrů ohybu je vhodný nejméně týden.
K plastifikaci ve vodní páře je nejvhodnější dřevo jasanové a bukové. Je však možné ohýbat i jiné listnaté dřeviny. Zcela nevhodné jsou však všechny jehličnaté dřeviny.
V minulosti tuto metodu využívali především koláři. Ohýbané byly například sanice a lišty ložné plochy u saní nebo špičky celojasanových lyží. S úpadkem kolářského řemesla během druhé poloviny 20. století však využívání této technologie postupně upadalo. Ovšem dodnes známá využíváním této metody je česká firma TON, která vyrábí zejména ohýbané židle.

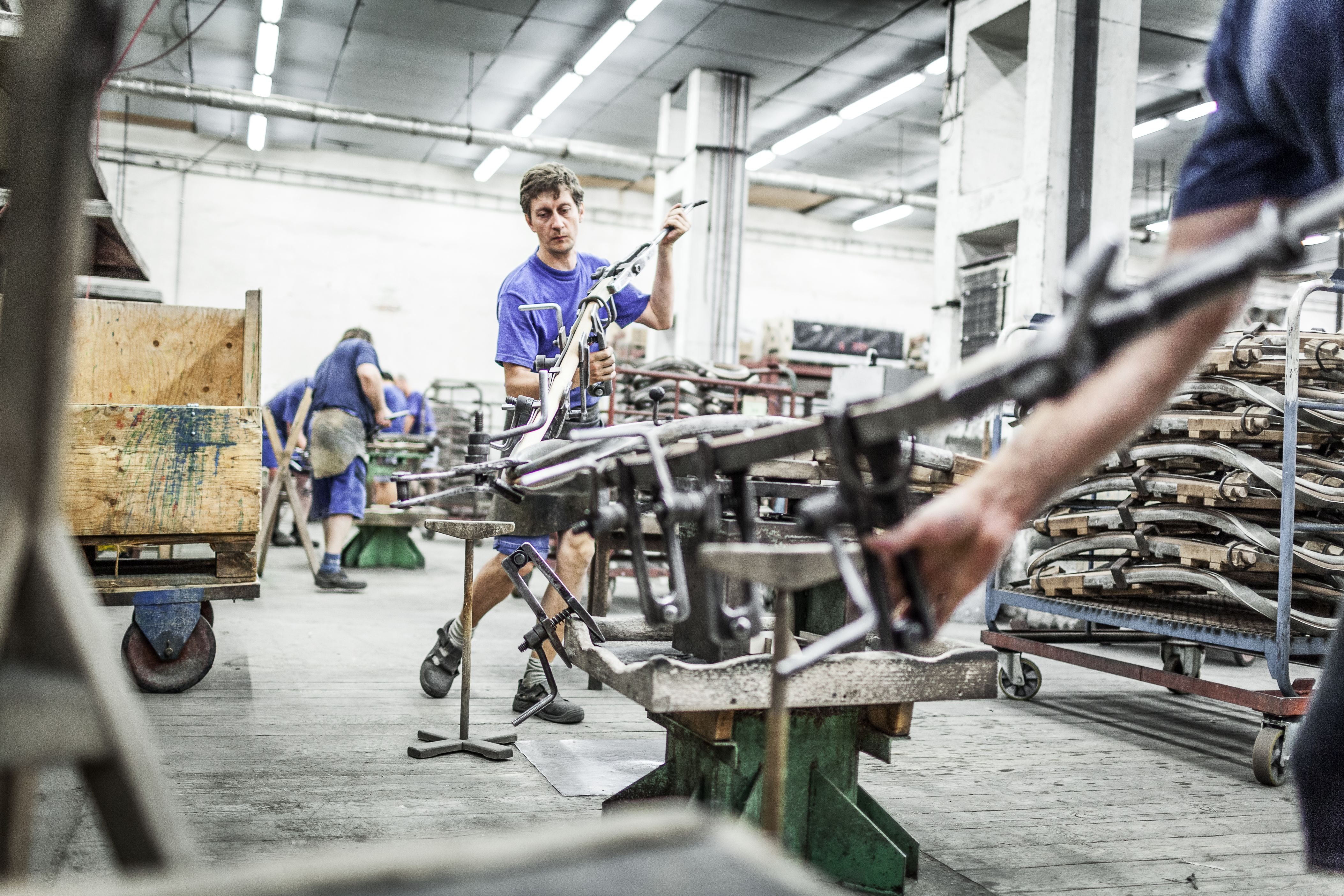
Ohýbání dřeva

Nevýhodou této technologie je tendence obrobku vracet se do původního tvaru, zejména ve vlhkém prostředí, ovšem ceněn je fakt, že obrobek je z jednoho kusu dřeva, a většinou i samotný řemeslný postup ohýbání.